# Jeff Attinella
Jeff Attinella est un joueur de soccer américain, né le 29 septembre 1988 à Clearwater dans la Baie de Tampa en Floride. Il évolue au poste de gardien de but.

## Biographie
Attinella est choisi par le Minnesota United FC lors du repêchage d'expansion de la MLS 2016 puis est rapidement échangé aux Timbers de Portland contre un choix lors de la 2e ronde de la MLS SuperDraft 2018.

## Palmarès
- Champion de NASL en 2012 avec les Rowdies de Tampa Bay

## Distinctions personnelles
- NASL Best XI : 2012